# Ahmose-Nefertari
|                      |     |     |   |     |       |
| \| \| \| \| \| \| \| |     |     |   |     |       |
|                      |     |     |   |     |       |
| N12                  | F31 | F35 | t | M17 | r · y |

| N12 | F31 | F35 | t | M17 | r · y |

|                      |     |     |   |     |       |
| \| \| \| \| \| \| \| |     |     |   |     |       |
|                      |     |     |   |     |       |
| N12                  | F31 | F35 | t | M17 | r · y |

| N12 | F31 | F35 | t | M17 | r · y |

|                      |     |     |   |     |       |
| \| \| \| \| \| \| \| |     |     |   |     |       |
|                      |     |     |   |     |       |
| N12                  | F31 | F35 | t | M17 | r · y |

| N12 | F31 | F35 | t | M17 | r · y |

|                      |     |     |   |     |       |
| \| \| \| \| \| \| \| |     |     |   |     |       |
|                      |     |     |   |     |       |
| N12                  | F31 | F35 | t | M17 | r · y |

| N12 | F31 | F35 | t | M17 | r · y |

Ahmose Nefertari fue una reina del Antiguo Egipto a comienzos de la XVIII Dinastía (hacia 1540 a. C.) 
Es el nombre helenizado de Iahmes Neferitary (Iˁḥ ms Nfr i t r y).

## Biografía
Era una de las hijas nacida del matrimonio formado por el rey tebano Seqenenra y su hermana, la dama Ahhotep. Debido a que el país estaba atravesando una guerra civil, en la que las tropas tebanas se enfrentaban a los hicsos del Norte, que habían conquistado el país cien años atrás, desde un primer momento Ahmose Nefertari fue prometida en matrimonio con su hermano Amosis.
Al morir Seqenenra a causa de la guerra, y su sucesor (hermano o hijo) Kamose también, el siguiente rey fue el niño Amosis I, y la pareja real, menor de diez años de edad, tuvo que ser asesorada por la reina madre Ahhotep, convertida en regente. Cuando por fin Ahmose alcanzó la madurez y pudo continuar la guerra con óptimos resultados, Egipto entró en la fase más próspera y atractiva de su historia, el Imperio Nuevo, época de grandes faraones como los Tutmosis, los Ramsés y los Amenhotep.
Ahmose-Nefertari no se separó de su marido y la influencia que ejerció sobre él tuvo que ser inmensa, pues disfrutó de grandes honores y prerrogativas políticas nunca antes vistas en una Gran Esposa Real. Ostentó el cargo de segunda profetisa de Amón, pero el que parece ser que más gustó de llevar fue el de "Esposa del dios", poderoso título que acabó por traspasarse de madre a hija en toda la dinastía como sello de la pureza de la sangre real.

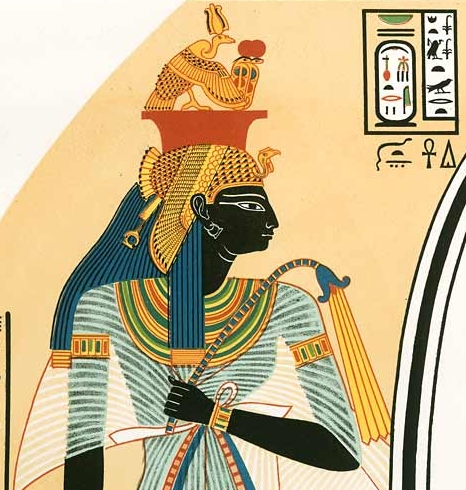
Ahmose-Nefertari divinizada, en un fresco de una tumba de Deir el-Medina. Como diosa funeraria, era representada con la piel negra, el color que en el arte egipcio simbolizaba la conservación eterna y la regeneración, por eso también las momias eran representadas como siluetas negras y el dios del embalsamamiento Anubis era un chacal negro, siendo el pelaje de los chacales reales marrón.

A la muerte de Amosis, la reina vio cómo su hijo mayor se convirtió en el rey Amenhotep I, y siguió con su actividad como si siguiera siendo la gran esposa real. Quizás esto se debiera a las innegables dotes de líder de la matriarca, sumadas al cariño que sin duda inspiró a su hijo. Además, se sabe bien poco de la gran esposa real de Amenhotep I, por lo que es posible que no estuviese capacitada para ejercer su cargo y por tanto fue sustituida por su madre.
La muerte de la reina Ahmose-Nefertari acaeció a avanzada edad, en los primeros años de Tutmosis I. Aparece representada en Nubia junto al virrey de Kush llamado Turo en compañía de Ahmose y el rey recién entronizado. Un fragmento de jarrón encontrado en la KV20 fue inscrito con el doble cartucho del rey Tutmosis y la reina Ahmose-Nefertari y el epíteto indica que la reina estaba viva. Una gran estatua de la reina hallada en Karnak puede haber sido una de las últimas estatuas creadas en su honor antes de morir, probablemente en el año quinto o sexto del reinado de Tutmosis I. Su muerte se registra en la estela de un sacerdote wab llamado Nefer. Wolfgang Helck propuso que la fiesta anual del culto a la reina en Deir el-Medina conmemoraría el día de su muerte. Probablemente fue enterrada en Dra Abu el-Naga y tenía allí un templo funerario. Ahmose Nefertari y su hijo Amenhotep I fueron deificados a su muerte por los constructores de tumbas de Deir el-Medina, considerándolos los fundadores de la orden y ofreciéndoles culto durante muchas generaciones hasta que el poblado fue abandonado en tiempos de Ramsés XI.
El rango de "Esposa del dios" pasaría de generación en generación entre las grandes mujeres de la familia real como muestra de descender de la primera de ellas, tenida como la madre de todas, Ahmose-Nefertari.

## Momia

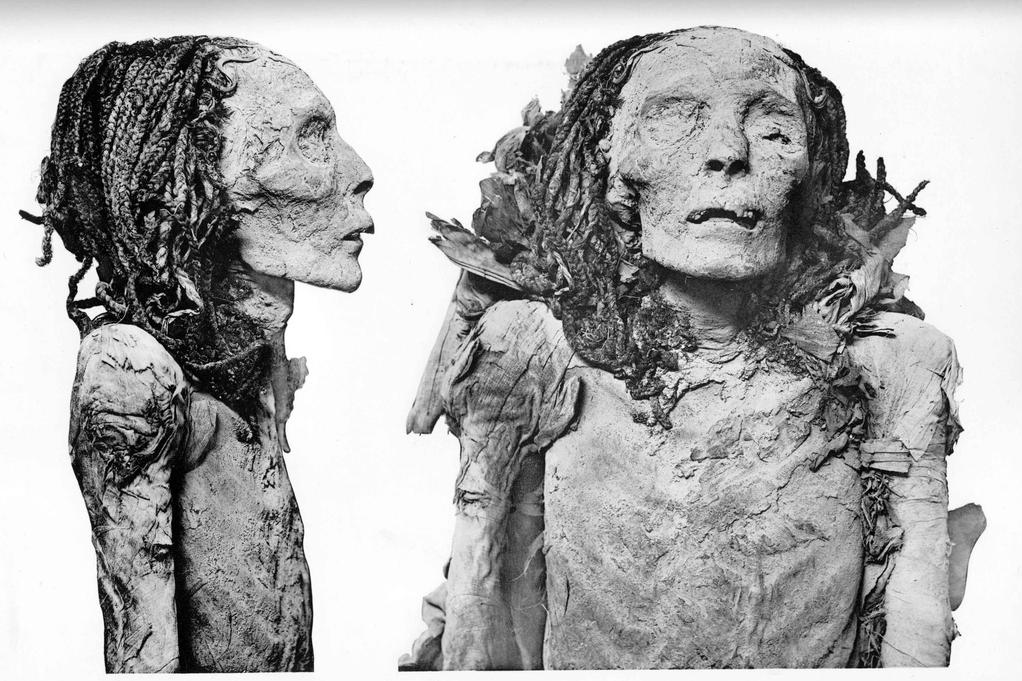
La momia de Ahmose-Nefertari. Museo del Cairo, Egipto.

A finales del Imperio Nuevo su momia fue una de las trasladadas al escondrijo de Deir el-Bahari. Emile Brugsch la desvendó en 1885, y emitió un olor tan ofensivo, que ordenó enterrarla en los terrenos del Museo Egipcio de El Cairo hasta que el hedor disminuyó. Su cuerpo había sido dañado por los saqueadores de tumbas y le faltaba la mano derecha. Al morir era una anciana de unos 70 años casi calva, por lo que para disimularlo trenzas falsas de cabello natural habían sido colocadas entre las pocas suyas.